# Helny
Helny eller Hellny är en smeknamnsform av det grekiska kvinnonamnet Helena som betyder fackla. Första gången det användes som dopnamn var 1817.
Den 31 december 2014 fanns det totalt 562 kvinnor folkbokförda i Sverige med namnet Helny eller Hellny, varav 196 bar det som tilltalsnamn.
Namnsdag: 11 september (1986-1992: 18 augusti, 1993-2000: 30 september)